# Березовська Фаїна Ізраїлівна
Березовська Фаїна Ізраїлівна (нар. 25 березня (6 квітня) 1894, Верхньодніпровськ, Катеринославська губернія, нині Дніпропетровська область — 9 листопада 1955, Дніпропетровськ) — радянська та українська вчена-хімік, доктор хімічних наук (1939), професор (1939).

## Біографія
Березовська Фаїна Ізраїлівна закінчила Катеринославський медичний інститут у 1921 р. Працювала лікарем-стажистом у Катеринославській та Чернігівській губерніях протягом 1921–1922 років.
У 1922-1923 рр. працювала інструктором-хіміком Катеринославського гірничого інституту.
У 1924-1928 рр. обіймала посаду асистента. У 1928-1930 рр. працювала доцентом, одночасно у 1929–1955 рр. – завідувачка кафедри органічної хімії, проректор з наукової роботи Дніпропетровського університету.
За сумісництвом працювала в Інституті фізичної хімії керівником відділу дослідження будови органічних сполук та кінетики реакцій, що відбуваються в розчинах.
Проводила наукові дослідження у галузі електронної хімії.

## Основні наукові праці
- Комбинированное действие ультрафиолетовых излучений и платины на превращение фумаровой и малеиновой кислот и их солей // Докл. АН СССР. 1934. № 1–2 (співавт.);
- Катализ органических перекисей // ЖФХ. 1936. Т. 7, вып. 6 (співавт.); Действие каталитических добавок на распад органических перекисей // Там само. 1940. Т. 14, вып. 7 (співавт.);
- Кинетика образования солей замещенного аммония ароматического ряда в связи с электрохимическим характером и положением заместителя // Науч. зап. Днепроп. ун-та. 1940. Т. 15, вып. 2;
- Изучение подвижности атомов водорода в дикарбоновых кислотах, их солях и эфирах // Там само. 1954. Т. 49 (співавт.).